# Freaky Friday (chanson d'Aqua)
Pour les articles homonymes, voir Freaky Friday (homonymie).
Singles de Aqua
Like a Robot
(2011) Rookie
(2018)
Freaky Friday est une chanson du groupe danois Aqua figurant sur l’album Aquarius. Sa sortie en single en 2000 après Around the World a été annulée pour des raisons inconnues.
En 2017, pour fêter les 20 ans du titre Barbie Girl, extrait du même album, le single est enfin publié, accompagné de remixes inédits.
Version 2017
| No | Titre                                    | Auteur                    | Durée |
| -- | ---------------------------------------- | ------------------------- | ----- |
| 1. | Freaky Friday                            | Radio Edit                | 3:45  |
| 2. | Freaky Friday (Eiffel 65 Remix Edit)     | Remix – Eiffel 65         | 3:52  |
| 3. | Freaky Friday (Hampenberg Remix Edit)    | Remix – Hampenberg        | 3:24  |
| 4. | Freaky Friday (Eiffel 65 Extended Remix) | Remix – Eiffel 65         | 5:33  |
| 5. | Freaky Friday (Hampenberg Remix)         | Remix – Hampenberg        | 6:00  |
| 6. | Freaky Friday (Anders Westenholz Remix)  | Remix – Anders Westenholz | 6:30  |